# Ritratto di giovane con la mela
Il Ritratto di giovane con la mela (Ritratto di Francesco Maria della Rovere) è un dipinto a olio su tavola (47x35 cm) attribuito a Raffaello Sanzio, databile al 1505 circa e conservato nella Galleria degli Uffizi a Firenze.

## Storia
Non si conoscono le origini del dipinto, né l'esatta identificazione dell'effigiato. Le ipotesi più accreditate, ormai da molti anni, legano l'opera alla committenza Montefeltro/Della Rovere di Raffaello, con una serie di opere che giunsero a Firenze da Urbino con la dote di Vittoria della Rovere nel 1631.
Un po' come il Ritratto di Elisabetta Gonzaga, nello stesso museo, l'opera è stata assegnata a vari autori (Francesco Francia, Cesare Tamaroccio...), tra cui è ormai preponderante l'attribuzione proprio a Raffaello, anche per il livello artistico molto alto. Per quanto riguarda il soggetto, tradizionalmente si riferisce a Francesco Maria della Rovere, il giovane, figlio di Giovanna da Montefeltro e Giovanni della Rovere a cui spettò il ducato di Urbino dopo essere stato adottato dal Duca, per l'estinzione della linea maschile dei Montefeltro dovuta alla sterilità di Guidobaldo I. Alcuni, quali Lietzmann e Becherucci, pensarono invece che il ritratto ritraesse lo stesso Guidobaldo, di cui esiste un altro ritratto raffaellesco di altrettanto incerta identificazione.

## Descrizione e stile
Il soggetto è ritratto a metà figura, con il busto di tre quarti verso sinistra e la testa leggermente ruotata verso lo spettatore, mentre lo sguardo diverge a destra, evitando un contatto visivo diretto e manifestando così un senso di schiva alterigia e austerità, consono all'atteggiamento di un potente.
Le mani poggiano su un parapetto, reggendo una mela. Esse sono leggermente sottodimensionate, ma si adattano a un adolescente: infatti se il ritratto fosse veramente quello di Francesco Maria, all'epoca avrebbe avuto quattordici anni. L'abbigliamento è principesco: in testa indossa una berretta rossa, calzata leggermente inclinata, con un nastro scuro che sporge, mentre addosso ha una casacca lavorata (il robone) a inserti bianchi su rosso, con un vistoso collo di pelliccia di zibellino che copre anche i bordi e forse foderava tutto il busto; la veste è rossa e la camicia bianca si vede al collo e ai polsi. Il capelli castani sono tagliati a caschetto, gli occhi un po' sporgenti, il naso dritto e fine, le labbra sottili, che sembrano quasi serrate aristocraticamente, il mento ha una fossetta. I dettagli fisici, anche quelli esteticamente imperfetti, sono trattati dall'artista con un'oggettività aulica e raffinata, che non intacca per niente il senso di dignità della figura.
La mela dorata sembra rafforzare simbolicamente l'identificazione con Francesco Maria: proprio nel 1504 venne scelto come erede del Ducato di Urbino dallo zio Guidobaldo e il pomo dorato alluderebbe alla scelta di Paride, che gli avrebbe fruttato la carica temporale futura.
Il paesaggio dello sfondo richiama i modelli umbri con elementi genericamente tipici come il laghetto, le colline che sfumano in lontananza, qualche alberello fronzuto.
Straordinaria è la freschezza cromatica del dipinto, basata sui toni rossi intensi in contrasto con il paesaggio dai colori freddi, facendo sì che si esaltino a vicenda.